# Ланчнер, Густав
Густав «Гуцци» Ланчнер (нем. Gustav „Guzzi“ Lantschner, 12 августа 1910, Инсбрук, Австро-Венгрия — 19 марта 2011, Крайллинг, Германия) — австрийский и немецкий горнолыжник, кинооператор, кинорежиссёр. Серебряный призёр Олимпийских игр в Гармиш-Партенкирхене (1936) в комбинации.

## Биография
Брат горнолыжниц Инге Версин-Ланчнер и Хади Пфайфер, а также горнолыжников Герхарда (1912—1943) и Отто (1908—1989) Ланчнеров. Герхард погиб на Восточном фронте в Карелии. Двоюродный брат горнолыжника Хелльмута Ланчнера.
В 1929 году на международных соревнованиях в Давосе впервые выиграл международные соревнования в слаломе. В январе 1930 года в Санкт-Морице установил новый рекорд скорости 105,675 км/ч. В 1932 году на чемпионате мира в Кортина-д-Ампеццо стал чемпионом в скоростном спуске и выиграл «бронзу» в комбинации. В 1933 году на чемпионате мира по горнолыжному спорту в Инсбруке выиграл серебряную медаль в слаломе.
В 1935 году переехал в Берлин и принял немецкое гражданство. Снялся в нескольких документальных фильмах. В 1936 году участвовал в зимней Олимпиаде в Гармиш-Партенкирхене, завоевав серебряную медаль в комбинации. Через год завершил спортивную карьеру. Работал оператором на фильмах Лени Рифеншталь.
В послевоенное время жил в Аргентине, в 1960-е годы вернулся в Европу и жил в Баварии.
Один из трёх известных призёров зимних Олимпийских игр, доживших до 100 лет.